# Vila-seca (Riner)
Vila-seca és una masia situada al municipi de Riner, a la comarca catalana del Solsonès.